# 롯데웰푸드
롯데웰푸드는 대한민국 롯데그룹 계열 종합식품업체이자 모기업 가운데 하나로서, 1967년 3월 24일 설립되었다. 본사는 서울특별시 영등포구 양평로21길 10(양평동5가)에 위치에 있다.

## 연혁
- 1967년 3월 24일: 롯데제과 설립
- 1967년 3월 24일: 설립과 함께 햇님마크[1] 상표 개시
- 1967년 5월: 일본 롯데와 빙과류 및 과자 생산 기술전수
- 1968년 6월: 서울, 부산, 대구, 대전, 광주에 출장소 개설
- 1969년 2월: 영등포공장 준공
- 1969년 10월: 껌 베이스 공장 완공
- 1970년 3월: 시흥공장 가동 (껌 베이스 생산)
- 1971년 12월: 영등포공장 껌 생산개시
- 1973년 12월: 기업 공개 및 상장
- 1975년 2월: 영등포 초콜릿 공장 가동 및 생산 개시
- 1979년 1월: 양산공장 준공
- 1983년 8월: 평택공장 완공 및 중앙연구소 설립
- 1984년 7월: 로스앤젤레스 지사 설치
- 1985년: 올림픽 공식 공급업체 선정
- 1989년 11월: 수출 1000만불탑 수상
- 1989년 12월: 본사를 영등포구 양평동4가로 이전
- 1991년 5월: 영등포공장 복지관 준공
- 1992년 12월: 베이징 지사 설치
- 1994년 7월: 중국 현지법인 (롯데 스론푸드) 설립
- 1995년 전후: 햇님마크 상표 사라짐
- 1995년 2월: 필리핀 합작회사 설립
- 1995년 7월: 모스크바, 호치민 지사 설립
- 1996년 4월: 대전공장 준공
- 1997년 11월: 김해 물류센터 준공
- 1998년 1월: 미국지사를 로스앤젤레스에서 시카고로 이전
- 1998년 4월: 슈퍼 프리미엄 아이스크림 나뚜루 사업 개시
- 1998년 9월: 베트남 껌 공장 준공 및 판매 개시
- 1999년 1월: 해외사업 부문을 롯데상사에 매각
- 2000년 8월: 대한민국 제과업계 최초 금강산 지역에 빙과류 판매 개시
- 2006년 7월: 미국의 펩시코에 제과부문인 프리토레이 라이센스 기술제휴
- 2009년 12월: 기린식품 설립, 주식회사 기린 식품사업부문 인수
- 2010년 2월: 본사를 양평동5가 21번지로 이전[2]
- 2010년 2월: 키자니아 서울 내 '초콜릿 공장'과 '비스킷 공장' 체험관 오픈
- 2011년 10월: 롯데제약 흡수 합병
- 2013년 4월: 기린식품 흡수 합병
- 2014년 8월: 롯데브랑제리 흡수 합병
- 2016년 4월: 키자니아 부산 내 '초콜릿 공장' 체험관 오픈
- 2017년 10월 12일: 기업 분할 합병으로 신규 설립 (지주회사명: 롯데지주 주식회사, 사업회사명: 롯데제과 주식회사)
- 2018년 1월 1일: 양주시 어하고개로 소재 동부지사, 부천시 옥산로 소재 서부지사를 각각 북서울지사, 남서울지사로 개칭. 광명시 남부순환로 소재 남부지사 폐쇄.
- 2020년 7월 11일: 주말, 휴일에만 통화 가능
- 2020년 11월 : CJ ENM tvN 예능프로그램 신서유기8 손잡고 신묘한 마케팅 전개
- 2022년 3월: 롯데제과 영등포공장 부지를 헤리티지 쇼핑몰 개발 계획
- 2022년 7월 1일: 롯데푸드(주) 합병
- 2023년 4월 1일: 롯데제과에서 롯데웰푸드로 사명 변경
- 2024년 5월: 무설탕 디저트 브랜드 ZERO가 한국과 일본 동시 출시
- 2024년 7월: 증평공장 매각 (2024년 12월에 매각 완료 예정)
- 2025년 청주 육가공 공장 정리 및 김천공장 통합 예정

## 주요 제품
- 빙과류 - 월드콘 (아이스크림), 죠스바, 찰떡아이스, 위즐, 잘익은 수박바, 스크류바,  메가톤바, 옥동자, 와일드바디, 빠삐코, 국화빵과 아이스크림, 돼지바, 구구 시리즈, 빵빠레, 옛날 아맛나, 보석바, 초코퍼지
- 스낵 - 에어 베이크트, 꼬깔콘, 치토스, 썬칩, 울트라짱, 도리토스, 오잉, 에쎈, 쌀로별, 초 에너지바, 초 단백질바
- 비스킷 - 빼빼로, 카스타드 (과자), 마가렛트, 빠다 코코낫, 칸쵸, 씨리얼, 드림 몽쉘, 애플쨈, 가나파이, 초코파이
- 껌 - 자일리톨, 후라보노, 쥬시후레쉬, 스피아민트, 후레쉬민트, 이브껌, 바둑껌, 왓따, 졸음번쩍껌
- 캔디 - 목캔디, 스카치캔디, 애니타임,, 젤리셔스
- 초콜릿 - 가나 초콜릿, 크런키, ABC 초콜릿, ABC 초코쿠키, 드림카카오, 에어셀, 아몬드 초콜릿, 버터핑거, 해바라기 초코볼
- 양산빵 - 기린
- 이 외 생산품
  - 마가린, 쇼트닝, 식용유, 마요네즈, 케찹 등 여러가지를 생산하여 자사의 베테라 브랜드는 2016년에 론칭하였다. 특히 제과업체만 마기린과 쇼트닝만 공급한다.
  - 웰가, 셰푸드 - 음식을 간편하게 먹는 식품이다. 특히 셰푸드 브랜드는 2009년에 론칭하였다.
  - 리치빌의 원두커피를 생산하고 있다.
  - 파스퇴르유업을 인수하여 파스퇴르우유도 만들고 있다.
  - 햄은 의성마늘햄, 키스틱, 로스팜, 롯데비엔나, 런천미트, 에센뽀득 등도 생산한다.
  - 고기산적, 북촌명가 손만두, 북촌명가 군만두, 북촌명가 고기만두 등도 생산한다.
  - 롯데마트자체브랜드식품과 세븐일레븐 간편식품도 생산한다.
  - 커피부문은 롯데네슬레에서 네스카페, 커피메이트, 분말음료, 네슬레프로페셔널, 수출용커피 등도 생산한다.

## 공장
| 공장명     | 도로명 주소                                                     | 위치(좌표)                                                                    | 비고 |
| ---------- | --------------------------------------------------------------- | ----------------------------------------------------------------------------- | ---- |
| 영등포공장 | 서울특별시 영등포구 양평로21길 25(양평동4가)                    | 북위 37° 32′ 7.54″ 동경 126° 53′ 34.69″ / 북위 37.5354278° 동경 126.8929694°  |      |
| 양산공장   | 경상남도 양산시 양산대로 1158(산막동)                           | 북위 35° 22′ 18.47″ 동경 129° 2′ 49.52″ / 북위 35.3717972° 동경 129.0470889°  |      |
| 평택공장   | 경기도 평택시 진위면 경기대로 1952                              | 북위 37° 6′ 59.7″ 동경 127° 4′ 0.74″ / 북위 37.116583° 동경 127.0668722°      |      |
| 대전공장   | 대전광역시 대덕구 문평동로18번길 21(문평동)                     | 북위 36° 26′ 54.15″ 동경 127° 24′ 10.81″ / 북위 36.4483750° 동경 127.4030028° |      |
| 부산공장   | 부산광역시 기장군 정관읍 산단2로 11                             |                                                                               |      |
| 천안공장   | 충청남도 천안시 서북구 2공단4로 19(차암동)                      |                                                                               |      |
| 안산공장   | 경기도 안산시 단원구 성곡로 32(성곡동)                          |                                                                               |      |
| 포승공장   | 경기도 평택시 포승읍 포승공단로118번길 25                       |                                                                               |      |
| 파스퇴르   | 강원특별자치도 횡성군 안흥면 봉화로 790                         |                                                                               |      |
| 양산공장   | 경상남도 양산시 충렬로 157(유산동)                              |                                                                               |      |
| 델리카 1호 | 경기도 용인시 기흥구 중부대로874번길 2-1(상하동)                |                                                                               |      |
| 델리카 3호 | 경상남도 양산시 어곡공단4길 31(어곡동)                          |                                                                               |      |
| 델리카 4호 | 광주광역시 북구 하서로 270(양산동)                              |                                                                               |      |
| 청주공장   | 충청북도 청주시 흥덕구 대신로164번길 69(송정동)                 |                                                                               |      |
| 롯데네슬레 | 충청북도 청주시 흥덕구 백봉로72번길 21(송정동) 롯데네슬레코리아 |                                                                               |      |
| 김천공장   | 경상북도 김천시 공단3길 94(응명동)                              |                                                                               |      |
| 강릉공장   | 강원특별자치도 강릉시 포남동 남강초교 2길 24                    |                                                                               |      |

## 영업점 현황
- 본점: 서울특별시 영등포구 양평로21길 10(양평동5가)
- 북서울지사: 경기도 양주시 어하고개로 106(삼숭동)
- 남서울지사: 경기도 부천시 원미구 옥산로 221(도당동)
- 경기지사: 경기도 의왕시 고산로 86, 3층(고천동)
- 원주지사: 강원특별자치도 원주시 북원로2475번길 36-7(우산동)
- 부산지사: 부산광역시 연제구 거제대로 266(거제동)
- 대구지사: 대구광역시 동구 팔공로49길 35-2(봉무동)
- 제주영업소: 제주특별자치도 제주시 선반로2길 5-1(화북일동)
- 강동지사: 경기도 의정부시 평화로 343(호원동)
- 강서지사: 경기도 부천시 원미구 옥산로 221(도당동)
- 강남지사: 서울특별시 금천구 시흥대로151길 39(가산동)
- 수원지사: 경기도 수원시 팔달구 신풍로 70(장안동)
- 강원지사: 강원특별자치도 원주시 북원로2475번길 36-7(우산동)
- 빙과부산지사: 부산광역시 동래구 온천천로269번길 34(수안동)
- 경북지사: 대구광역시 북구 노원로 106(노원동3가)
- 경남지사: 경상남도 창원시 마산회원구 봉암공단1길 9(봉암동)
- 충청지사: 대전광역시 대덕구 생산5길 11(대화동)
- 빙과호남지사: 광주광역시 광산구 용아로 807(안청동)
- 창원지사: 경상남도 창원시 마산회원구 봉암공단1길 9(봉암동)
- 롯데인재개발원: 경기도 오산시 경기대로 271(오산동)
- 롯데인재개발원 서울캠퍼스: 서울특별시 중구 남대문로 81, 25층(소공동, 롯데빌딩)
- 중부지사: 전북특별자치도 전주시 덕진구 기린대로 440(금암동)
- 강릉지사:강원특별자치도 강릉시 포남동 1278-35

## 스폰서
- 롯데 꼬깔콘 리그 오브 레전드 챔피언스 코리아 스프링 2016

## 사건

### 아이스크림 가격 담합 사건
2007년 3월 18일 공정거래위원회는 롯데제과가 해태제과식품, 빙그레, 롯데푸드 등과 함께 자사에서 생산 판매 중인 콘류 아이스크림의 가격을 담합하여 인상한 것에 대하여 21억 2천만원의 과징금을 부과하고, 검찰에 고발하였다. 과징금의 부과 및 고발 사유는 4개의 업체가 2005년 5월~7월과 2006년 3월~5월 등 2차례에 걸치어서 월드콘, 부라보콘, 메타콘, 구구콘 등 콘 형태의 아이스크림 제품의 가격을 담합하여 인상한 점이다.

불만고객 부의봉투 송부 사건
2022년 11월 17일, 롯데제과의 빼빼로 제품을 구매했던 고객이 스티커 누락을 항의하자 롯데제과 담당 직원이 스티커 2장을 부의봉투에 담아 고객에게 보내 논란이 되었다. 롯데제과측은 단순 실수로 해명했다.

## 상표
1967년 설립 당시에 햇님(햇님이 주는 선물)을 사용해왔으나, 1995년 햇님 마크가 점차 없어지면서,추억의 한정판 - 과자종합선물세트을 다시 부활하였다.

## 같이 보기
- 롯데그룹
- 롯데
- 롯데푸드
- 전북교통방송